# Kameron Taylor (attore pornografico)
Kameron Taylor (Albuquerque, 7 gennaio 1998) è un attore pornografico statunitense.
Precedentemente conosciuto con il nome d'arte Chanel Santini, ha vinto nel 2018 il premio XBIZ Trans Performer of the Year e nel 2019 quello AVN come AVN Award for Trans-sexual Performer of the Year.

## Biografia
Nato ad Albuquerque nello stato del Nuovo Messico da una famiglia di origine messicana, inizia il processo di transizione a 16 anni. Dopo aver terminato la scuola superiore e due settimane dopo aver compiuto i 18 anni, si è trasferito a Las Vegas, dove ha lavorato come modella erotica.
Attraverso un contatto all'AVN Adult Entertainment Expo 2016 ha incontrato un produttore della casa Grooby Productions, entrando nell'industria della pornografia transessuale a 18 anni.
Il cognome artistico "Santini" si rifà al personaggio interpretato da Megan Fox nel film Confessions of a Teenage Drama Queen.
Nel 2018 ha vinto il premio XBIZ come artista transessuale dell'anno. Nello stesso anno ha ricevuto anche tre candidature AVN agli AVN Awards: una come artista transessuale dell'anno e due come miglior scena di sesso transessuale. L'anno successivo è stato premiato come Trans Performer dell'anno sia agli AVN che agli XBIZ Awards.
Nel 2020 sospende la carriera nell'industria per adulti; in seguito decide di rinunciare al processo di transizione, effettuando un intervento di riduzione del seno e tornando al genere biologico originale, adottando lo pseudonimo di Kameron Taylor.
Al 2022 ha girato oltre 200 scene ed ha lavorato con le case produttrici Pure-TS, Evil Angel, Mile High, CX WOW, Gender X, Transsensual, Rodnievision, Exquisite, Pure Media, Devil's Film, Pulse Distribution, Kink, Trans500 Studios.

## Riconoscimenti
- AVN Awards
  - 2018 – Favorite Trans Porn Star (Fan Award)[8]
  - 2019 – Transsexual Performer of the Year[6]
  - 2019 – Favorite Trans Porn Star (Fan Award)[6]
  - 2020 – Best Transgender Group Sex Scene per Chanel Santini: TS Superstar con Lance Hart, Will Havoc, Dante Colle, Pierce Paris e Wolf Hudson[9]

- XBIZ Awards
  - 2018 – Transexual Performer of the Year[10]
  - 2019 – Transexual Performer of the Year[11]
  - 2021 – Best Sex Scene - Trans per Trans-Active con Cherie Deville[12]

- Transgender Erotica Awards
  - 2017 – Best New Face[13]
  - 2018 – Gender X Model of the Year[14]
  - 2018 –  Best Scene per Wonder Woman[14]
  - 2019 -  Transcendece Award[15]